# 张水发
张水发（1919年—2008年），男，福建连城人，中华人民共和国军事人物，中国人民解放军少将，曾任昆明军区副参谋长。